# Northern Band Style
Als Northern Band Style wird eine ab 1952 in den USA entstandene Musikrichtung bezeichnet, die den Bigbandsound mit markantem 4/4-Offbeat anreicherte, mit Boogielinien versah und in kleinerer Besetzung wiedergab.
Der Northern Band Style wird wegen des „geslappten“ Kontrabasses gelegentlich mit seinem Südstaatenpendant, dem Rockabilly, verwechselt, enthält aber ein dominanteres, zuweilen solistisches Schlagzeug und legt außerdem einen Schwerpunkt auf die im Rockabilly untypischen Blechbläser. In der Performance waren die synchronen Schwenkbewegungen der Instrumente typisch, die auffällig gemusterten Einheitsanzüge der Musiker und rhythmische Zwischenrufe („crazy man, crazy!“) – alles Elemente aus der Bigband-Kultur. Gespielt wurden Coverversionen schwarzer Rhythm-’n’-Blues-Titel, aber auch neue Kompositionen. Wichtiges Instrument war neben Kontrabass und Blechbläsern auch die E-Gitarre, die sich durch schnelle, schwierige Läufe vom übrigen Rock ’n’ Roll abhob. 
Erster Achtungserfolg dieser neuen Musikrichtung war bereits im Frühjahr 1952 die B-Seite von Bill Haleys Single Icy Heart, nämlich Rock the Joint, die bis auf die Saxophonkomponente und dem Schlagzeug bereits alle Elemente dieser neuen Stilart beinhaltete. Erwähnenswert dabei ist Danny Cedrones Gitarrensolo, das er im April 1954 nochmals Note für Note für den Welthit Rock Around the Clock einspielte. 1953 kam dann der Durchbruch für den Northern Band Style, denn Bill Haley komplettierte seine Band mit dem Schlagzeug und platzierte sich mit dem Titel Crazy Man, Crazy als erster weißer Vertreter dieser Stilrichtung in den Nation’s Top Twenty-Charts. Erst zwei Jahre später, im Herbst 1955, titelten Alan Freed und Bill Randle diese vorher nur unter Rhythm ’n’ Blues gehandelte Musik als Rock ’n’ Roll und übernahmen als erste Discjockeys in ihren Sendungen und Shows diese Bezeichnung auch für alle anderen Stilrichtungen. Die anschließende Popularisierung und Dominanz des Rock ’n’ Roll durch Haley währte zwei Jahre, von Mitte 1954 bis Mitte 1956.
Neben Bill Haley & the Comets wurde auch Freddie Bell and the Bellboys als Vertreter des Northern Band Style durch die Teilnahme im Columbia-Spielfilm Rock Around The Clock (Außer Rand und Band) 1956 weltbekannt. Weitere Vertreter dieses Musikstils waren: The Jodimars, The Esquire Boys, Dave Apple & the Applejacks, Alan Dale, Jimmy Cavello & the Houserockers.